# Tề Hoàn công (Điền Tề)
Điền Tề Hiếu Vũ Hoàn công (chữ Hán: 田齐孝武桓公; 400 TCN-357 TCN), trị vì 375 TCN - 357 TCN), hay Điền hầu Ngọ (田侯午) hay Điền Tề Hoàn công, tên thật là Điền Ngọ (田午), là vị vua thứ ba của nước Điền Tề - chư hầu nhà Chu dưới thời Chiến Quốc. Danh hiệu của ông là Tề Hoàn công, nhưng thường gọi là Điền Tề Hoàn công để phân biệt với Tề Hoàn công của Khương thị, một vị bá chủ thời Xuân Thu
Ông là con trai của Điền Tề Thái công. Theo Sử ký, ông sinh vào năm thứ 5 đời Tề Khang công. Trước đó nước Tề đã nằm trong tay họ Điền từ năm 481 TCN, năm 386 TCN, cha ông đã cướp ngôi vua từ tay Khương thị, lập ra Điền Tề. Năm 383 TCN, Thái công chết, anh ông là Điền Diệm nối ngôi. Năm 375 TCN, Điền Ngọ làm biến loạn giết anh đoạt ngôi.
Thời Tề Hoàn công, nước Tề đã thiên đô đến đất Thái (nay thuộc Hà Nam).
Thời Hoàn công đã lập ra tại Lâm Truy lập ra học cung Tắc Hạ, lập ra hiệu đại phu, chiêu tụ hiền sĩ trong thiên hạ, dần thu dụng nhiều nhân tài, trở thành trung tâm văn hóa học thuật ở phía đông.
Dưới thời Hoàn công, nước Tề thường xảy ra chiến tranh. Từ 375 TCN đến 371 TCN, các nước Lỗ, Nguỵ và Triệu liên tiếp tấn công Tề. Theo một số nguồn khác, ông cũng đã giết mẹ mình năm 365 TCN.
Hoàn công trị vì 18 năm và qua đời năm 357 TCN, thọ 44 tuổi. Tương truyền khi ông bị bệnh, danh y Biển Thước đã tới gặp và nói với ông bệnh rất nặng, phải tiêm thuốc mới khỏi được nhưng ông không nghe, sau đó mấy ngày, Biển Thước thấy ông bệnh rất nặng, khuyên nên bôi thuốc rồi uống thuốc nhưng ông cũng không đồng ý. Cuối cùng thì phát bệnh nặng, vô phương cứu chữa mới đến nhờ Biển Thước. Biển Thước cũng không chữa nổi, bỏ sang Tần. Sau đó ông cũng bệnh nặng qua đời.
Ông là vị hầu tước cuối cùng của nước Tề, từ thời con ông là Tề Uy vương, nước Tề đã tự xưng vương hiệu.

## Xem Thêm
- Tề Thái công (Điền Tề)
- Tề Phế công (Điền Tề)
- Tề Uy vương